# Essex Motor Company

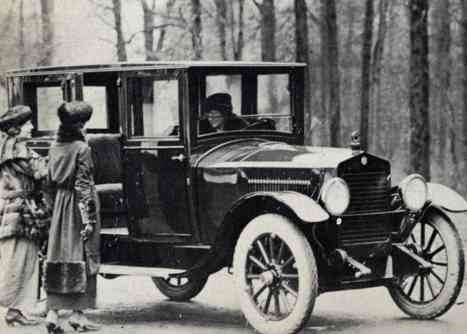
El Essex disfrutó de una popularidad inmediata después de su introducción en 1919. Más de 1,13 millones de automóviles Essex se vendieron hasta 1932, cuando fue reemplazado por la marca Terraplane

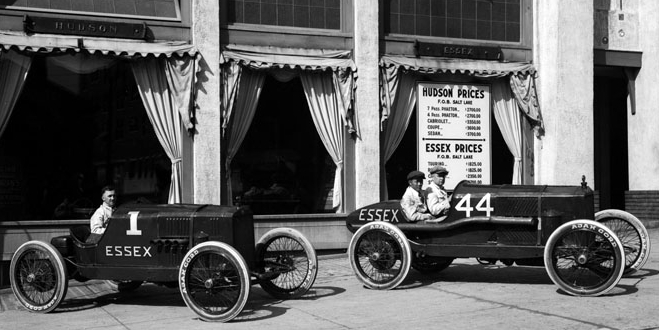
Essex de competición expuestos en Salt Lake City (1920)

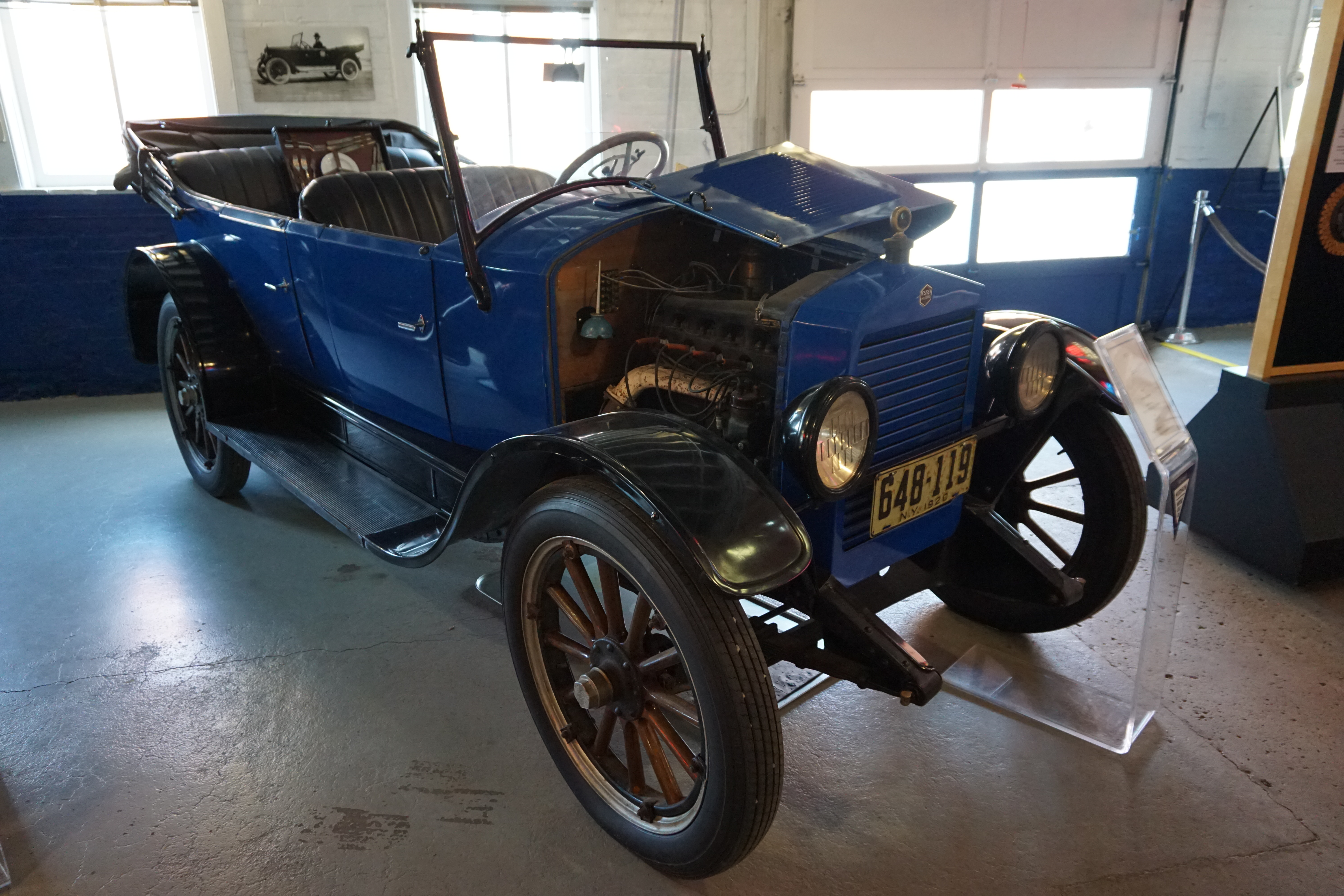
Un Essex de 1920 (Ypsilanti Automotive Heritage Museum)

La Essex Motor Company fue una compañía estadounidense que fabricó automóviles con la marca Essex entre 1918 y 1922. La marca pasó a ser propiedad de la Hudson Motor Car Company de Detroit (Míchigan), que continuó su producción entre 1922 y 1933.

## Estrategia corporativa
Durante su etapa de producción inicial, el Essex era considerado un automóvil pequeño y tenía un precio asequible. En general, se atribuye a la compañía el inicio de una tendencia que supuso el paso del diseño abierto de los automóviles de turismo hacia los compartimientos de pasajeros cerrados.
Originalmente, el Essex debía ser un producto de la Essex Motor Company, que en realidad era una entidad de propiedad absoluta de Hudson. Essex Motors llegó incluso a arrendar la fábrica de automóviles Studebaker en Detroit para la producción del automóvil. En 1922, la Essex Motor Company se disolvió, y la marca Essex se convirtió oficialmente en lo que era, un producto de Hudson.

## Coches Essex
Los automóviles de Essex fueron diseñados para tener precios moderados, asequibles para una familia media. Demostró ser un coche muy duradero: la AAA y la oficina de correos de los Estados Unidos verificaron y certificaron sus cualidades. En 1919, un Essex completó una prueba de resistencia de 3037,4 mi (4888,2 kilómetros) de 50 horas en Cincinnati, Ohio, a una velocidad promedio de 60,75 mph (97,77 kilómetros por hora). Los primeros automóviles de Essex también lograron muchos récords en carreras de montaña. En un modelo Essex especial de carreras, Glen Shultz ganó la Pikes Peak International Hill Climb. de 1923. Tenía una distancia entre ejes 108,5 plg (2756 milímetros).
Inicialmente, Essex comercializó una línea turismos abiertos de cuatro puertas con capota de lona, que era el estilo de carrocería más popular en producción en ese momento. Essex agregó un sedán a su gama en 1920, e introdujo el modelo con carrocería cerrada en 1922, con un precio de 1495 dólares (unos 20.000 dólares de 2015), 300 dólares por encima del coste del turismo normal. En 1925 el modelo cubierto tenía un precio inferior al del descubierto. Si bien a Henry Ford se le atribuye la invención del automóvil asequible, fue Essex quien hizo que el automóvil cerrado fuera asequible.
En 1928, la gran noticia fue el uso de frenos de tambor en las cuatro ruedas. Los Essex contaba con "puertas de bisagra de piano" que eran excepcionalmente fuertes. Un anuncio de la época mostraba a un hombre totalmente apoyado sobre una puerta abierta para demostrar la resistencia de la bisagra.
En 1929, Essex era la tercera marca en ventas en los Estados Unidos, por detrás de Ford y Chevrolet.
Las ventas de Essex se mantuvieron sólidas en 1931, antes de empezar a descender. En 1932 se presentó un Essex rediseñado, el Essex-Terraplane, un juego de palabras en referencia al término "plane" (avión). En 1934, el nombre de Essex había sido eliminado, y el automóvil pasó a ser llamado Terraplane.
El panel de instrumentos de los automóviles Hudson y Essex de 1932 presentó el primer uso de los "testigos de aviso" en lugar de relojes medidores.

### Especificaciones (1926)
- Distancia entre ejes = 110,5 plg (2807 milímetros)[6]
- Longitud = 14,5 pies (4420 milímetros)[7]
- Radio de giro = 23 pies (7,01 metros)[6]
- Altura sobre la carretera = 8,75 plg (222 milímetros)[6]
- Frenos = tambores de 14 plg (356 milímetros)[6]

## Galería
|  |  |  |

|  |  |  |